# Городище (пам'ятка природи, Лубенський район)
Городи́ще — комплексна пам'ятка природи місцевого значення в Україні. Розташована в межах Лубенського району Полтавської області, на північ від села Мацківці. 
Площа 18,7 га. Статус присвоєно згідно з рішенням облради від 28.02.1995 року. Перебуває віданні ДП «Лубенський лісгосп» (Оржицьке лісництво, кв. 35, вид. 7-12). 
Статус присвоєно для збереження лісового масиву, в деревостані якого переважають насадження дуба, граба. На території пам'ятки природи розташовані залишки городища — давньоруського міста Снепород.